# Mutri Tsenpo
 Mutri Tsenpo (Wylie:  Mu khri btsan po ) is, volgens de traditionele lijst van koningen, de tweede koning van Tibet.
Er is bij hedendaagse tibetologen volstrekte consensus, dat Mutri Tesenpo, zijn voorganger en zijn eerste opvolgers mythische figuren zijn. Zowel in boeddhistische geschiedschrijving als die van de bönreligie worden de eerste zeven koningen beschreven als   zeven hemelse tronen . In de Oude Tibetaanse kroniek wordt over deze zeven opgemerkt, dat  als de zoon in staat was een paard te berijden, de vader weer naar de hemel vertrok.
Een andere tekst in de kroniek beschrijft dat als volgt
 Deze zeven bezaten op hun kroon het zogenaamde hemelkoord. Dat was een straal van wit licht. Als deze zeven het gebied van het lijden verlieten en afreisden naar het rijk van de goden, losten zij zichzelf op in het licht en nadat het licht in de hemel was uitgedoofd, lieten ze geen lichamen achter op aarde. De mausolea van deze zeven waren aanwezig in de ruimte 

## In de literatuur van de bön
Het historische zelfbeeld van de bön is, dat het vele eeuwen voor het boeddhisme in Tibet werd geïntroduceerd, daar meestal  de bescherming genoot van de koningen tot de bön verdrongen werd door de valse religie, waarmee het Tibetaanse boeddhisme wordt aangeduid.
In de literatuur van de bön wordt uitgebreid verhaald over Mutri Tsenpo en met name in een tekstverzameling die de Dragpa lingdrag (Wylie: bsGrags pa gling grags) heet.
In die tekst heeft Mutri veel buitengewone krachten. Zijn verbinding met de hemel en met meteorologische verschijnselen gaven hem bijvoorbeeld controle over bliksemflitsen. Hij stond in frequent contact met de g.yungdrung sems-dpa, het woord in de bön-religie voor het begrip bodhisattva.
Mutri was echter weinig bereid al zijn spirituele kennis met anderen te delen. Die weigering werd opgevat door zijn onderdanen als het verbreken van zijn religieuze eed. De tekst van dat deel van de literatuur legt er de nadruk op dat het verbreken van de eed om religieuze kennis te delen ernstige gevolgen voor de gezondheid van de weigeraar kan hebben. De gezondheid van Mutri werd dan ook al snel slechter.
Uiteindelijk wisten zijn onderdanen hem echter te bewegen die kennis te gaan delen. De eed werd vernieuwd en opnieuw bevestigd en de gezondheid van Mutri werd hersteld. De bön beleefde daarna een nieuwe bloeiperiode in Tibet.